# Raça superior
Raça superior (em alemão: Herrenrasse) é um conceito da ideologia nazista, que sustenta que os povos germânicos e nórdicos representam um ideal de "raça pura". Ele deriva da teoria racial do Século XIX, que postulou uma hierarquia de raças onde os bosquímanos da África e os aborígenes da Austrália encontravam-se no ponto mais inferior, enquanto os europeus do norte (principalmente os nórdicos) encontravam-se no topo. Dificilmente algum geneticista atual daria crédito a tal modelo hierárquico de raças — a partir dos quais são construídas as políticas de higiene racial.